# NGC 4872
NGC 4872 (другие обозначения — MCG 5-31-68, ZWG 160.230, DRCG 27-130, PGC 44624) — линзообразная галактика (SB0) в созвездии Волос Вероники.
NGC 4872 — линзовидная галактика с выраженным баром. Эта галактика — ближайшая к гигантской эллиптической галактике NGC 4874 из ярких галактик, расстояние между ними составляет 24 кпк. Несмотря на относительно высокую светимость, NGC 4872 не имеет заметной системы шаровых скоплений, однако центр системы скоплений в NGC 4874 смещён на 4 кпк относительно её центра в сторону NGC 4872.
Этот объект входит в число перечисленных в оригинальной редакции «Нового общего каталога».